# Elecciones al Congreso de los Diputados de abril de 2019 (Murcia)
Las elecciones al Congreso de los Diputados de 2019 se celebraron en la provincia de Murcia el domingo 28 de abril, como parte de las elecciones generales convocadas por Real Decreto dispuesto el 4 de marzo de 2019 y publicado en el Boletín Oficial del Estado el día siguiente. Se eligieron los 10 diputados del Congreso correspondientes a la circunscripción electoral de Murcia, mediante un sistema proporcional (método d'Hondt) con listas cerradas y un umbral electoral del 3%.

## Resultados
Los comicios depararon 3 escaños al Partido Socialista Obrero Español, 2 al Partido Popular, Ciudadanos y Vox y 1 escaño a Podemos-IU-Equo.
| Candidatura                                          | Candidatura                                          | Votos     | %                                       | Escaños                                 |
| ---------------------------------------------------- | ---------------------------------------------------- | --------- | --------------------------------------- | --------------------------------------- |
|                                                      | Partido Socialista Obrero Español (PSOE)             | 189 893   | 24,75                                   | 3                                       |
|                                                      | Partido Popular (PP)                                 | 179 885   | 23,44                                   | 2                                       |
|                                                      | Ciudadanos-Partido de la Ciudadanía (Cs)             | 149 946   | 19,54                                   | 2                                       |
|                                                      | Vox (Vox)                                            | 143 010   | 18,64                                   | 2                                       |
|                                                      | Unidas Podemos (Podemos-IU-Equo)                     | 79 650    | 10,38                                   | 1                                       |
|                                                      |                                                      |           |                                         |                                         |
| Partido Animalista Contra el Maltrato Animal (PACMA) | Partido Animalista Contra el Maltrato Animal (PACMA) | 10 640    | 1,39                                    | 0                                       |
| Somos Región (Somos Región)                          | Somos Región (Somos Región)                          | 5018      | 0,65                                    | 0                                       |
| Recortes Cero\|Grupo Verde (R0-GV)                   | Recortes Cero\|Grupo Verde (R0-GV)                   | 1327      | 0,17                                    | 0                                       |
| Partido Comunista Obrero Español (PCOE)              | Partido Comunista Obrero Español (PCOE)              | 1154      | 0,15                                    | 0                                       |
| Izquierda en Positivo (IZQP)                         | Izquierda en Positivo (IZQP)                         | 736       | 0,10                                    | 0                                       |
| Partido Comunista de los Pueblos de España (PCPE)    | Partido Comunista de los Pueblos de España (PCPE)    | 727       | 0,09                                    | 0                                       |
| Democracia Plural (DLP)                              | Democracia Plural (DLP)                              | 539       | 0,07                                    | 0                                       |
| Votos válidos                                        | Votos válidos                                        | 762 530   | 100,00                                  | 10                                      |
| Votos nulos                                          | Votos nulos                                          | 8276      | Participación: · \| \| 75,69 % \| 4,35% | Participación: · \| \| 75,69 % \| 4,35% |
| Votantes                                             | Votantes                                             | 775 573   | Participación: · \| \| 75,69 % \| 4,35% | Participación: · \| \| 75,69 % \| 4,35% |
| Electores                                            | Electores                                            | 1 024 628 | Participación: · \| \| 75,69 % \| 4,35% | Participación: · \| \| 75,69 % \| 4,35% |
|                                                      | 75,69 %                                              |           |                                         |                                         |

## Diputados electos
Relación de diputados electos:
| N.º | Nombre                          | Lista | Lista          |
| --- | ------------------------------- | ----- | -------------- |
| 1   | Pedro Saura García              |       | PSOE           |
| 2   | Teodoro García Egea             |       | PP             |
| 3   | Miguel Ángel Garaulet Rodríguez |       | Cs             |
| 4   | Lourdes Méndez Monasterio       |       | Vox            |
| 5   | María Soledad Sánchez Jódar     |       | PSOE           |
| 6   | Isabel María Borrego Cortés     |       | PP             |
| 7   | Javier Sánchez Serna            |       | Unidas Podemos |
| 8   | José Luis Martínez González     |       | Cs             |
| 9   | Joaquín Robles López            |       | Vox            |
| 10  | Juan Luis Soto Burillo          |       | PSOE           |